# Beira Baixa
Pour les articles homonymes, voir Beira.

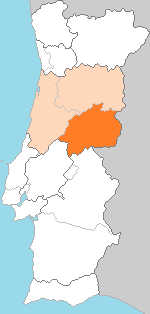
Beira Baixa (orange foncé), dans la région Beira (orange clair).

La Beira Baixa est une ancienne province du Portugal. Cette dénomination n'existe plus depuis 1976. Elle était constituée de treize conseils : Belmonte, Castelo Branco, Covilhã, Fundão, Idanha-a-Nova, Mação, Oleiros, Pampilhosa da Serra, Penamacor, Proença-a-Nova, Sertã, Vila de Rei et Vila Velha de Rodão. Castelo Branco en était la capitale. 